# Sic semper tyrannis
Sic semper tyrannis és una frase llatina, atribuïda a Marc Juni Brut, que significa "sempre així per als tirans". De vegades es tradueix incorrectament com a "mort als tirans". És una versió abreujada de la cita completa «Sic sempre evello mortem Tyrannis», que significa "Així és com la mort arriba sempre als tirans" (literalment : «Així porto sempre la mort als tirans»). Aquest lema va ser el clam d'unió dels republicans romans.

Segell de Virgínia esmentant la citació.

Posteriorment, l'expressió ha estat adoptada al llarg dels segles pels "patriotes" que volien enderrocar un poder que consideraven injust. Així, és el lema de l'estat de Virgínia.

## Història
Aquesta frase s'atribueix històricament a Marc Juni Brut, la figura central de l'assassinat de Juli Cèsar el 15 de març de 44 aC. J. -C.
A la història dels Estats Units, a causa d'aquesta associació amb l'assassinat de Cèsar, John Wilkes Booth va cridar aquesta frase després d'assassinar el president Abraham Lincoln el 14 d'abril de 1865. El terrorista Timothy McVeigh portava una samarreta amb aquesta frase impresa sota una fotografia de Lincoln quan va ser arrestat el 19 d'abril de 1995, després de l'atemptat d'Oklahoma City.

## Lema
George Mason va suggerir aquest lema el 1776 durant la Convenció de Virgínia, com a part del segell estatal. Aquest últim representa la virtut, l'espasa a la mà, el peu col·locat sobre el tirà a terra, la corona del qual reposa no gaire lluny. El segell va ser dissenyat per George Wythe, professor de dret de Thomas Jefferson, i un dels signants de la declaració d'Independència dels Estats Units d'Amèrica. Aquesta frase també és el lema del submarí USS Virginia de la United States Navy i de la ciutat d'Allentown (Pennsilvània). També forma part de l'himne oficial de l'estat de Maryland.